# Brasura gracilis
Brasura gracilis är en insektsart som beskrevs av Nielson 1991. Brasura gracilis ingår i släktet Brasura och familjen dvärgstritar. Inga underarter finns listade i Catalogue of Life.